# 莫沃赞德圣克鲁瓦
莫沃赞德圣克鲁瓦（法語：Mauvezin-de-Sainte-Croix，法語發音：[mov(ə)zɛ̃ də sɛ̃t kʁwa]）是法国阿列日省的一个市镇，属于圣日龙区。

## 地理
莫沃赞德圣克鲁瓦（43°4'44"N, 1°13'42"E）面积5.2 平方千米，位于法国奧克西塔尼大區阿列日省，该省份为法国西南部内陆省份，西部和北部与上加龙省接壤，东临奥德省，东南至东比利牛斯省接壤，南与安道尔和西班牙接壤。
与莫沃赞德圣克鲁瓦接壤的市镇（或旧市镇、城区）包括：卡马拉德、孔特拉济、梅里贡、蒙布兰博卡日、孟德斯鸠阿旺泰斯。

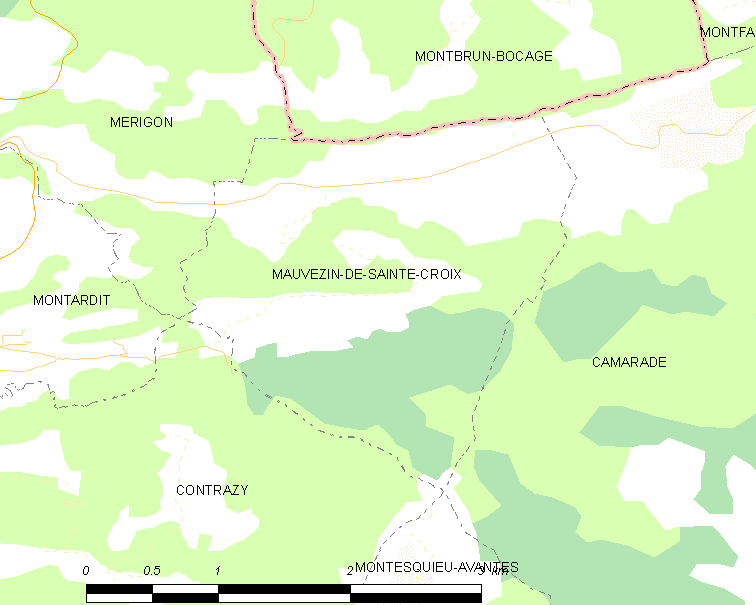
莫沃赞德圣克鲁瓦的OSM定位图

莫沃赞德圣克鲁瓦的时区为UTC+01:00、UTC+02:00（夏令时）。

## 行政
莫沃赞德圣克鲁瓦的邮政编码为09230，INSEE市镇编码为09184。

## 政治
莫沃赞德圣克鲁瓦所属的省级选区为库斯朗谷地县。

## 人口

1962-2008年间莫沃赞德圣克鲁瓦人口变化图示

莫沃赞德圣克鲁瓦于2022年1月1日时的人口数量为52人。